# Klasika Primavera 2009
La Klasika Primavera 2009, cinquantacinquesima edizione della corsa, si svolse il 12 aprile 2009 su un percorso totale di 172 km. Fu vinta dallo spagnolo Alejandro Valverde che terminò la gara in 4h04'58".

## Classifiche finali

### Ordine d'arrivo (Top 10)
| Pos. | Corridore          | Squadra      | Tempo    |
| ---- | ------------------ | ------------ | -------- |
| 1    | Alejandro Valverde | C. d'Epargne | 4h04'58" |
| 2    | Egoi Martínez      | Euskaltel    | s.t.     |
| 3    | José Herrada       | Contentpolis | s.t.     |
| 4    | Mikel Astarloza    | Euskaltel    | s.t.     |
| 5    | Vincenzo Nibali    | Liquigas     | s.t.     |
| 6    | Damiano Cunego     | Lampre       | s.t.     |
| 7    | David Blanco       | Palmeiras    | s.t.     |
| 8    | Gorka Verdugo      | Euskaltel    | s.t.     |
| 9    | Ezequiel Mosquera  | Xacobeo      | s.t.     |
| 10   | Ángel Vicioso      | Andalucia    | s.t.     |

### Classifica scalatori
| Pos. | Corridore         | Squadra     | Punti |
| ---- | ----------------- | ----------- | ----- |
| 1    | Eriz Ruiz         | Orbea       | 18    |
| 2    | Igor Antón        | Euskaltel   | 16    |
| 3    | Ezequiel Mosquera | Xacobeo     | 14    |
| 4    | Eddy Ratti        | Amica Chips | 14    |
| 5    | Fränk Schleck     | Saxo Bank   | 13    |

### Classifica a squadre
| Pos. | Squadra           | Tempo     |
| ---- | ----------------- | --------- |
| 1    | Euskaltel-Euskadi | 12h14'54" |
| 2    | Caisse d'Epargne  | a 52"     |
| 3    | Contentpolis-Ampo | a 1'20"   |
| 4    | Team Saxo Bank    | a 1'26"   |
| 5    | Andalucía-Cajasur | s.t.      |